# Warhammer-40.000-Rollenspiel
Warhammer-40.000-Rollenspiel ist eine Pen-&-Paper-Rollenspiel-Serie, welche im fiktiven Warhammer-40.000-Universum angesiedelt ist. Bisher sind fünf unterschiedliche Szenarien erschienen: Schattenjäger (im Original Dark Heresy), Freihändler (im Original Rogue Trader), Deathwatch, Black Crusade sowie Only War.

## Entstehungsgeschichte
Ursprünglicher Herausgeber der Rollenspielserie war Black Industries. Schon relativ kurz nach der Veröffentlichung im Februar 2008 verkündete Black Industries, dass Dark Heresy mit dem Ende der aktuellen Produktliste nicht mehr weitergeführt werde. Ende des Monats stand jedoch schon fest, dass Fantasy Flight Games umgehend die Herausgabe und Weiterentwicklung von Dark Heresy übernehmen wird.
Die deutsche Ausgabe wurde von Feder&Schwert in Zusammenarbeit mit dem Heidelberger Spieleverlag verlegt.

## Regelsystem
Das Regelsystem basiert auf den gleichen Prinzipien wie beim Warhammer-Fantasy-Rollenspiel. Die Spielercharaktere bauen auf 9 Grundeigenschaften auf, die in einem Bereich von 1 bis 100 liegen. Darauf setzen Fähigkeiten und Talente auf, die im Laufe des Spiels erworben werden können, um die Erfolgschance zu erhöhen.
Das gesamte Spielsystem benötigt nur 10-seitige Würfel.
Die verschiedenen Szenarien sind sowohl eigenständig spielbar als auch miteinander kompatibel, sodass Crossover-Abenteuer mit Anteilen und Charakteren aus mehreren Systemen möglich sind.

## Schattenjäger
In Schattenjäger übernehmen die Spieler die Rollen von Bediensteten im Gefolge eines Inquisitors, deren Aufgabe es ist, Häresie und Mutanten aufzuspüren und die Gefahren, die das Imperium bedrohen, auszurotten. Neben diesen recht eingängig gestrickten Aufgabengebieten bietet die Spielwelt jedoch vielschichtigere weitere Möglichkeiten für den Spielleiter, seine Kampagnen aufzubauen.
Als Spielercharaktere verwendbar sind:
- Abschaum: Hierbei handelt es sich um eine der Abermillionen Seelen, die am Boden der imperialen Gesellschaft leben müssen. Sei es als Ausgestoßener in den untersten, vergifteten Ebenen – der Underhive – einer Makropole oder als Pariah einer Feudalwelt, kämpfen diese Individuen täglich um ihr Überleben.
- Adept: Adepten sind die Menschen, welche das Imperium im Innersten zusammenhalten und die uralte Maschinerie der imperialen Behörden und Institutionen am Laufen halten. Die Bandbreite an Adepten reicht vom fast unbedeutenden Schreiber eines Feudalwelt-Skriptoriums bis zum persönlichen Sekretär eines Subsystem-Gouverneurs.
- Arbitrator: Die Mitarbeiter des Adeptus Arbites stellen die Polizeikräfte des Imperiums. Ob innerhalb von Makropolwelten oder an Bord riesiger Raumstationen, überall sorgen die Arbites für die Einhaltung des imperialen Gesetzes. Die Markenzeichen des Arbitrators sind seine dunkle Ganzkörperpanzerung und sein Schockschlagstock.
- Assassine: Assassinen entstammen den tausenden imperialen Blutkulten, abseits gelegenen Todeswelten oder den Elitekadern der imperialen Streitkräfte. Die Bandbreite der im Imperium anzutreffenden Assassinen reicht von lautlosen Mördern, die mit ihren bloßen Händen töten, über versierte, genetisch modifizierte Scharfschützen bis zu mutierten Psionikerjägern.
- Imperialer Psioniker: Imperiale Psioniker gelten auf den meisten imperialen Welten als Pariahs. Unausgebildet und auf sich alleine gestellt, stellen sie eine latente Bedrohung dar, da Dämonen des Immateriums unausgebildete Psioniker als Portal in die reale Welt nutzen. Die schwarzen Schiffe der Inquisition durchkämmen die Welten des Imperiums nach Psionikern und führen diese einer Ausbildung in den Reihen der imperialen Armee oder einer der imperialen Institutionen zu.
- Kleriker: Die Prediger und Priester der Ekklesiarchie überwachen die Gläubigen des Imperiums und predigen den Glauben an und den Kult des Gottimperators.
- Soldat: Einer der abermillionen menschlicher Soldaten, die täglich in die imperiale Armee, Flotte oder in eine der zahllosen Planetaren Verteidigungsstreitkräfte eingezogen werden.
- Techpriester: Die Anhänger des Omnissiah, des Maschinengottes, sind Meister im Umgang mit der arkanen Technologie des Imperiums. Sie lehnen die Schwäche des Fleisches ab und versuchen ihren gesamten Körper durch mechanische Implantate und Prothesen zu ersetzen, um ein wahres Abbild des Maschinengottes zu sein.